# Зайнабиюн
Лива Зайнабиюн (перс. لشکر زینبیون‎, з.-пандж. لواء زینبیون — «Бригада последователей Зайнаб») — бригада ополчения, укомплектованная пакистанцами-шиитами, выступающая в гражданской войне в Сирии на стороне правительственных войск. Личный состав бригады набран из числа пакистанцев-шиитов, проживающих в Иране, беженцев-хазарейцев, проживающих в Пакистане, а также местных пакистанцев-шиитов из Парачинара и Хайбер-Пахтунхвы. Сформирована и обучена Стражами исламской революции и действует под их командованием.
Была сформирована под лозунгом вооружённой защиты Мечети Саиды Зайнаб. Убитых бойцов хоронят главным образом в Иране.

## История
Пакистанцы воюют в Сирии с 2013 года. Вначале входили в состав афганского ополчения Фатимиюн, но по мере увеличения их численности было принято решение создать отдельную бригаду, и к началу 2015 года была образована Лива Зайнабиюн. Как и другие иностранные шиитские бригады в Сирии, финансируется, обучается и контролируется Корпусом стражей иранской революции. Официальной задачей данного формирования является защита Мечети Саиды Зайнаб (раки Зайнаб бинт Али, сестры имама Хусейна и внучки Мухаммеда) и других шиитских святынь в Сирии. Вначале бригада действовала в основном в Дамаске и привлекалась к охране шиитских святых мест. Начиная с 2015 года, также участвуют в наступательных операциях в провинциях Даръа и Алеппо, наряду с другими иностранными шиитскими подразделениями.
Большинство бойцов являются пакистанцами, проживающими в Иране. Многие из них — уроженцы пуштунского города Парачинар.
По оценкам, потери бригады убитыми в период с ноября 2014 по март 2016 года составили 69 человек.
В декабре 2015 года в результате взрыва бомбы в Парачинаре были убиты 23, ранены 30 человек. Террористическая группировка Лашкар-е-Джангви, взявшая на себя ответственность за это преступление, заявила, что это «месть за преступления против сирийских мусульман, совершённых Ираном и Башаром аль-Асадом», и пригрозила продолжением террористических атак, если жители Парачинара не «прекратят направлять людей для участия в сирийской войне».